# Cytherelloidea rara
Cytherelloidea rara is een mosselkreeftjessoort uit de familie van de Cytherellidae. De wetenschappelijke naam van de soort is voor het eerst geldig gepubliceerd in 1964 door Key.